# Damme

Dammes vapen

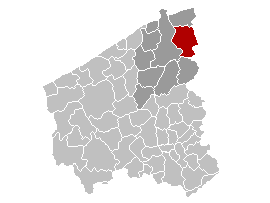
Dammes läge inom provinsen Västflandern

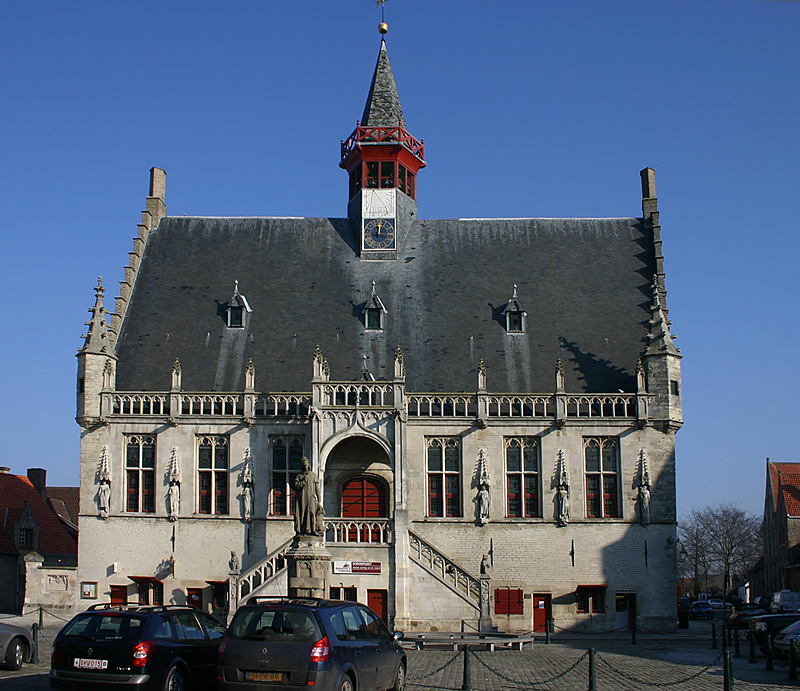
Rådhuset i Damme

Damme är en kommun i den belgiska provinsen Västflandern, sex kilometer nordöst om Brygge. Damme hade 10 875 invånare per 1 januari 2008.